# Azua樂團
Azua樂團（Azua是排灣族語「那個」的意思），是由五位國立屏東大學的原住民專班學生於2017年暑假成立的樂團，曲風以流行民謠 、國語及全族語音樂創作為主。

## 團員
- 吉他手：楊起恩
- 吉他手：從缺
- 貝斯手：從缺
- 鼓手：從缺
- 玩具手/合音：林孟琴

## 活動經歷
- 2F Music Pub 首場演出
- 2F Music Pub音樂會演出
- 駁二月光劇場青春尬歌決賽演出
- kapanan音樂節
- 大屏東創新育成聯盟成立活動邀演
- 屏東縣作家專區啟用暨作家贈書儀式邀演
- 原住民族課程發展協作中心邀演
- 屏東大學排灣學研討會演出
- 屏東聖誕快閃活動
- 原住民專班人文藝術週音樂會邀演
- 姐妹校交流會邀演

## 得獎紀錄
1. 高雄市流行音樂中心－青春尬歌冠軍。

## 外部連結
- Azua（那個）樂團官方粉絲專頁（页面存档备份，存于）
- Street Voice(可試聽音樂創作)（页面存档备份，存于）
- Alian原住民族廣播電台2018/02/03 - 武勇音樂聊天室 -Azua樂團（那個）樂團專訪（上）（页面存档备份，存于）